# Carin Hammarsköld
Catharina Carin Ulrika Maria Hammarsköld, född 5 januari 1836 på gården Misterhults säteri, Misterhults socken,  (i nuvarande Oskarshamns kommun,) Kalmar län, död 8 april 1930 i Uppsala, Uppsala län, var en svensk författare av i synnerhet barnböcker.
Hammarsköld gav i perioden mellan 1892 och 1925 ut sammanlagt 16 barn- och ungdomsböcker, både sina egna och andras.

## Biografi
Hammarskjöld föddes och tillbringade sina första barndomsår på Misterhults säteri i Oskarhamns kommun. Hennes fader var en kavallerist. Under uppväxten flyttade familjen till Västervik, där hon bodde fram tills att hon vid 21 års ålder 1857 flyttade till Uppsala.